# Raymond Smullyan
Raymond M. Smullyan (Far Rockaway, Queens, 25 de mayo de 1919-6 de febrero de 2017) fue un matemático, lógico, filósofo, mago, pianista y humorista estadounidense.

## Biografía
Desde una edad temprana se sintió fascinado por las matemáticas recreativas, en especial por la lógica.
A los trece años se mudó con su familia a Manhattan, donde acudió al instituto Theodore Roosevelt High School, en el Bronx por sus cursos especiales de música, otra de las áreas de interés de Ray. Sin embargo, pese a la excelente formación musical, el instituto Theodore Roosevelt no le ofrecía suficiente en otra materia que le apasionaba: las matemáticas. Así fue como decidió abandonar la escuela y convertirse en autodidacta.
Algunos años más tarde Smullyan se presentó a los exámenes para acceder a la universidad, logrando su ingreso en el Pacific College de Oregón. No pasó mucho tiempo antes de que se trasladara al Reed College, y más tarde a San Francisco, donde retomó sus estudios de piano. No es un secreto que esta etapa de su vida estaba llena de confusión, sin saber si orientar su carrera hacia la música o hacia las matemáticas.
Al cabo de un tiempo regresó a Nueva York, donde nuevamente retomó sus estudios autodidactos sobre matemáticas y lógica, sirviéndole de inspiración para lo que serían sus primeros acertijos sobre ajedrez. Sin una perspectiva clara en su horizonte, se ganaba la vida como mago, realizando algunos trucos tradicionales de cartas, y otros de propia invención, mezclados con la lógica matemática, lo que le dio un cierto renombre.
En 1943 decidió retomar la formación reglada, accediendo a la Universidad de Wisconsin. Un año más tarde fue a Chicago, donde se matriculó en algunos cursos, dejándolo tras el primer semestre. Decidió seguir por su camino autodidacto, ganándose la vida como profesor de música en el Roosevelt College de Chicago.
Sin rumbo fijo en su vida, no tardaría en regresar a Nueva York, permaneciendo allí por dos años, y trabajando otra vez como mago en los locales de Greenwich Village.
Una vez más, en 1949, regresó a Chicago para recibir algunos cursos en la universidad, mientras continuaba con su carrera como mago.
En 1954 continuaba estudiando en la universidad, realizando algunas investigaciones por cuenta propia, aunque no contaba con los créditos suficientes para obtener un título de grado. Uno de sus profesores, Rudolf Carnap, le recomendó para el puesto de profesor en el Dartmouth College, pese no contar con un título universitario. Ejerció como tal desde 1954 hasta 1956, obteniendo su título en 1955. La Universidad de Chicago decidió concederle los créditos correspondientes a un curso de cálculo, que si bien nunca lo había realizado como alumno, lo estaba impartiendo como profesor.
En 1957 entró en la Universidad de Princeton, trabajando en la preparación de su doctorado bajo las órdenes de Alonzo Church. Logró el doctorado en 1959, y trabajó en Princeton hasta 1961.
Desde 1982 ocupó el cargo de Profesor Emérito de la Universidad de Nueva York. El mismo año le fue concedida la Cátedra de Oscar Erwing como profesor de filosofía en la Universidad de Indiana.

## Libros

### Acertijos lógicos
- (1978) ¿Cómo se llama este libro? (1989) Ediciones Cátedra, S.A.
- (1982) ¿La dama o el tigre? (1989) Ediciones Cátedra, S.A.
- (1982) Alicia en el país de las adivinanzas (1989) Ediciones Cátedra, S.A.
- (1985) To Mock a Mockingbird
- (1987) Forever Undecided
- (1992) Satán, Cantor y el infinito (1995) Editorial Gedisa, S.A.
- (1997) El enigma de Scherezade (1998) Editorial Gedisa, S.A.
- (1988) Juegos por siempre misteriosos (1988) Editorial Gedisa, S.A.
- (1989) Juegos para imitar a un pájaro imitador (1989) Editorial Gedisa, S.A.
- (2002) Caballeros, bribones y pájaros egocéntricos (2002) Editorial Gedisa, S.A.
- (2002) Bosques curiosos y pájaros aristocráticos (2002) Editorial Gedisa, S.A.
- (2009) Logical Labyrinths
- (2010) King Arthur in Search of his Dog
- (2013) The Godelian Puzzle Book: Puzzles, Paradoxes and Proofs
- (2015)  The Magic Garden of George B and Other Logic Puzzles] ISBN 978-981-4675-05-5

### Ajedrez
- (1979) Juegos y problemas de ajedrez para Sherlock Holmes (1987) Editorial Gedisa, S.A.
- (1981) Juegos de ajedrez y los misteriosos caballos de Arabia (1986) Editorial Gedisa, S.A.

### Filosofía
- (1977)  Silencioso Tao (1994) La Liebre de Marzo
- (1980) This Book Needs No Title
- (1983)  Cinco mil años a. de C. y otras fantasías filosóficas (1989) Ediciones Cátedra, S.A.
- (2002) Some Interesting Memories: A Paradoxical Life
- (2003) Who Knows?: A Study of Religious Consciousness
- (2009) Rambles Through My Library
- (2015) Reflections: The Magic, Music and Mathematics of Raymond Smullyan

### Académicos
- (1961) Theory of Formal Systems
- (1968) First-Order Logic
- (1992) Gödel's Incompleteness Theorems
- (1993) Recursion Theory for Metamathematics
- (1994) Diagonalization and Self-Reference
- (1996) Set Theory and the Continuum Problem
- (2014) A Beginner's Guide to Mathematical Logic